# August Weirich
August Weirich, křtěný Augustin Bartoloměj (15. dubna 1858 Fukov – 2. března 1921 Vídeň), byl rakouský církevní hudebník českého původu.

## Život
Narodil se ve Fukově v chudé rodině tkalce Ignáce Weiricha. Měl ještě staršího bratra Ignáce, pozdějšího znamenitého sochaře. August získal první hudební lekce ve Fukově, kde působil jako sbormistr a varhaník. Později odešel do Drážďan a v roce 1880 do Vídně, kde byl přijat na hudební školu "Ambrosius Association" Josefa Böhma, kde podstoupil církevní hudební výchovu. V letech 1881–1894 byl choralistou ve vídeňském kostele sv. Brigitty, od roku 1895 v Dominikánském kostele a dále působil v letech 1898–1902 v kostele sv. Michala. V letech 1903–1921 byl dirigentem ve vídeňské katedrále sv. Štěpána. Zemřel ve Vídni v březnu roku 1921. Byl stoupencem Cyrilské jednoty
August Weirich měl syna Rudolfa Johanese Paula (1886–1963), který se též věnoval hudbě.